# Eun-joo Im
Im Eun-joo (Koreaans: 임•은주) (5 maart 1961) is een marathonloopster uit Zuid-Korea.
Im liep de marathon op de Olympische Zomerspelen 1988, en finishte als 37e.
Op de Marathon van Osaka 1984 liep ze een tiende plaats in 2:39.17. Op de Vrouwenmarathon van Tokio 1986 werd ze vierde in 2:39.21.